# کیکایجیما
کیکایجیما (به ژاپنی: 喜界島 Kikaijima) یکی از جزایر ساتسونان طبقه‌بندی شده با جزایر آمامی بین کیوشو و استان اوکیناوا است.